# Bordone (campana)

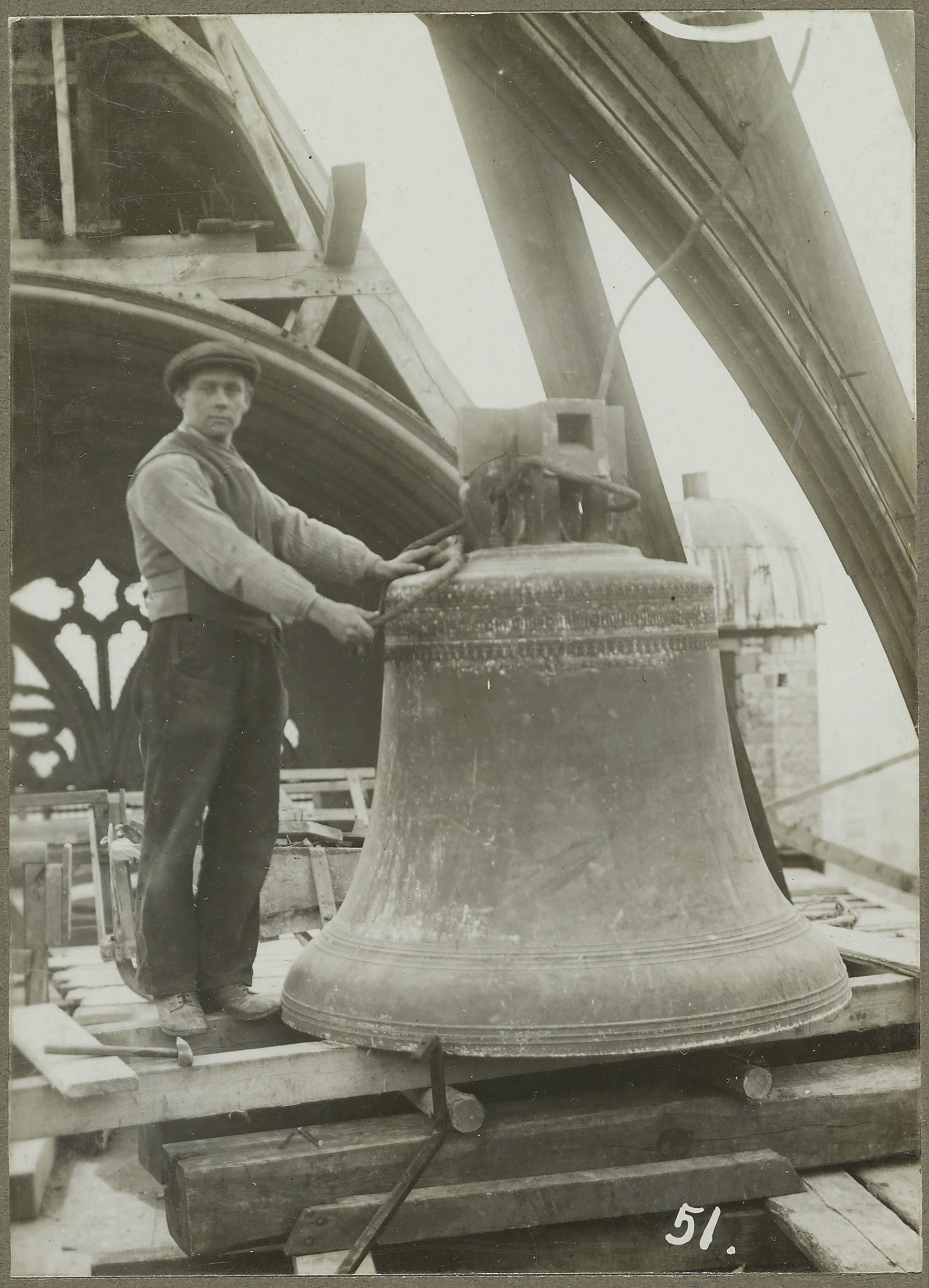
La campana bordone di Caspar e Johannes Moer a Grote di Sint-Laurenskerk (Alkmaar).

Il bordone è la più pesante delle campane che appartengono ad uno strumento musicale, in particolare una campana o un carillon, e produce il suo tono più basso.
Ad esempio, la campana più grande di un carillon di 64 campane, la sesta campana più grande appesa al mondo, nella città di Centralia, nel sud dell'Illinois, è identificata come "bordone". Pesa 4.989 chilogrammi ed è accordata sul Sol. Nei Paesi Bassi, dove i carillon sono nativi, il carillon più pesante è in Grote Kerk a Dordrecht (Olanda meridionale).
La campana più grande che funge da bordone di qualsiasi altro carillon è la campana bassa della Riverside Church, New York City. Fusa nel 1929 come parte del Rockefeller Carillon, pesa 18.6 tonnellate e misura 3,10 metri di diametro. Questa è anche la più grande campana accordata mai realizzata.
Sebbene i carillon siano per definizione cromatici, il suono successivo del bordone è tradizionalmente un tono intero più acuto, lasciando un semitono fuori dallo strumento.

## Suono di campane in stile inglese
La campana più pesante in un suono di campane in stile inglese accordato diatonicamente (cambio di suono) si chiama tenore. Se fosse presente anche una campana più grande e pesante, si chiamerebbe bordone.